# 大山町 (山形県)
大山町（おおやままち）は、かつて山形県西田川郡にあった自治体。現在は合併により鶴岡市となっている。

## 沿革
- 1889年（明治22年）4月1日 - 町村制施行に伴い西田川郡大山村、下興屋村、下小中村、中楯村、栃屋村、友江村、菱津村が合併し、大山村（おおやまむら）が発足。
- 1890年（明治23年）6月14日 - 町制施行し大山町となる。
- 1955年（昭和30年）7月29日 - 西田川郡西郷村と合併し、大山町を新設。
- 1960年（昭和35年）1月1日 - 鶴岡市と境界の一部を変更。
- 1961年（昭和36年）8月1日 - 酒田市と境界の一部を変更。
- 1962年（昭和37年）1月1日 - 酒田市と境界の一部を変更。
- 1963年（昭和38年）9月1日 - 鶴岡市に編入され消滅。